# Pleosporomycetidae
Pleosporomycetidae es una subclase de Dothideomycetes que consiste en cuatro órdenes: Pleosporales, Hysteriales, Mytilinidiales y Jahnulales. Uno de sus rasgos definitorios es la presencia de pseudoparaphyses. Se trata de células estériles que se extienden hacia abajo desde la parte superior de la cavidad interior de las estructuras sexuales que contienen la forma de saco con ascas con esporas producidas sexualmente  ( ascosporas ). Pseudoparaphyses se unen inicialmente, pero a veces la parte superior puede llegar a estar libre. Algunas órdenes y familias en las que están presentes estas células permanecen fuera de la subclase. Sin embargo es concebible que podrían incluirse dentro de Pleosporomycetidae en el futuro.

## Órdenes
Jahnulales

Hysteriales

Mytilinidiales

Pleosporales